# Julius von Jagow
Julius von Jagow (né le 6 août 1825 dans le domaine de Dallmin près de Karstädt et mort le 21 février 1897 à Perleberg) est un propriétaire foncier allemand et un avocat administratif du royaume de Prusse. Il est administrateur de l'arrondissement de Prignitz-de-l'Ouest (de) de 1860 à 1895 et est député du Reichstag constituant de la Confédération de l'Allemagne du Nord en 1867.

## Biographie
Julius von Jagow est issu de l'ancienne noblesse de Brandebourg et est le fils du major Friedrich Wilhelm August von Jagow (1783–1863) et son épouse Agnes Luise Ernestine Karoline von der Schulenburg-Heßler (1789–1853). Son frère aîné Gustav von Jagow, né le 7 septembre 1813 à Dallmin, est brièvement ministre de l'Intérieur prussien en 1862, puis haut président de la province de Brandebourg jusqu'en 1879.
Après avoir obtenu son diplôme de l'école de l'abbaye de Roßleben en 1845, Jagow étudie le droit à l'université Robert-Charles de Heidelberg. En 1846, il est recruté dans le Corps Saxo-Borussia Heidelberg. En tant qu'inactif, il va à l'Université Frédéric-Guillaume de Berlin. Après avoir réussi l' examen d'auscultateur le 11 janvier 1849 à Francfort-sur-l'Oder, il entre dans le système juridique de Prusse et sert comme volontaire pendant un an en 1849/50. Le 13 décembre 1859, il est nommé conseiller judiciaire et le 21 avril 1860, il est nommé administrateur dans l'arrondissement de Prignitz-de-l'Ouest (de) avec bureau à Perleberg.
De février à août 1867, il est député au Reichstag constituant de la Confédération de l'Allemagne du Nord pour la 1re circonscription de Potsdam (Prignitz-de-l'Ouest). Il reste non partisan au Reichstag, mais est proche des conservateurs,. En raison d'une grave maladie, l'administrateur, qui a reçu plusieurs ordres et titres honorifiques prussiens, doit s'absenter du travail. Jagow prend finalement sa retraite le 1er mai 1895. Son successeur à Perleberg est son fils Traugott von Jagow. Julius von Jagow est chanoine de la cathédrale Sainte-Marie de Wurzen (de).
Von Jagow est marié avec Thekla von Wilamowitz-Möllendorff (1833–1900). De ce mariage naissent le chef de la police berlinoise Traugott von Jagow (1865–1941) et le général de cavalerie Walther von Jagow (1867-1928).